# Monasticism
Monasticism är en sammanfattande benämning på sådant som rör eremit- och klosterrörelsen, till exempel monastisk spiritualitet.
Med monastisk teologi menar man den form av teologi som bedrevs under medeltiden av benediktiner, cistercienser och kartusianer och som nådde sin höjdpunkt med Bernhard av Clairvaux. Den monastiska teologin hade ett uppbyggligt syfte och bestod i utläggningar av Bibeln, av kyrkofäderna och liturgin. Den står i motsats till den mer spekulativa och ifrågasättande skolastiska teologin, se skolastik.